# Andreas Hanson
John Åke Andreas Hanson, född 19 december 1969 i Sankt Johannes församling i Malmö, är en svensk dirigent.

## Biografi
Andreas Hanson gick i grundskolan vid Adolf Fredriks Musikklasser och i gymnasium vid Södra Latin, därefter påbörjade han sina studier vid Kungliga Musikhögskolan i Stockholm, där han 1987–1993 var elev i trumpetklassen och 1993–1996 i dirigentklassen.
År 1990 anställdes han, tjugo år gammal, som solotrumpetare i Stockholms Spårvägsmäns Musikkår och under hösten samma år studerade han trumpetspel i New York för Philip Smith, som är solotrumpetare i New York Philharmonic. 
Hösten 1995 studerade han hos Sir Andrew Davis och BBC Symphony Orchestra i London. Studierna fortsatte han hos Carlo Maria Giulini i Milano med betoning på italiensk opera- och orkesterrepertoar under hösten 1995.
Hanson har fått Kungliga Musikaliska Akademiens stora utlandsstipendium två gånger och 1999 erhöll han Crusellstipendiet för unga svenska dirigenter.
Bland de orkestrar han har dirigerat finns Kungliga Filharmoniska Orkestern, Kungliga Hovkapellet, Sveriges Radios symfoniorkester, Helsingborgs Symfoniorkester, Sundsvalls kammarorkester, Västerås Sinfonietta, Gävle Symfoniorkester, Svenska kammarorkestern, Göteborgsmusiken och Dalasinfoniettan, Göteborgs symfoniker, Malmö Symfoniorkester, Folkoperans Orkester, Norrköpings symfoniorkester och Radiokören.
Mellan 1998 och 2010 var Hanson musikdirektör vid Marinens musikkår.
Andreas Hanson har bland annat dirigerat Mozarts operor Figaros bröllop och Così fan tutte, Menottis "Ahmal och de nattliga besökarna", Rehnkvists "Sötskolan" och Rimskij-Korsakovs "Mozart och Salieri". På Kungliga Operan har han dirigerat baletterna Nötknäpparen, Dansvurmen och Tillfället gör tjuven.
Hanson har även anlitats som dirigent i bland annat Danmark, Norge, Ryssland, Storbritannien, Polen och Litauen. I Storbritannien debuterade han 2000 vid BBC Proms med ett uruppföranden av brittisk musik .
Åren 1995–2008 var Hanson lärare i dirigering och orkesterspel vid Kungliga Musikhögskolan i Stockholm. 2004 tillträdde han en tjänst som adjunkt i orkesterdirigering vid samma skola.
Åren 2007–2012 var Andreas Hanson konstnärlig ledare för den klassiska musikfestivalen Vallbyfestivalen samt dess orkester Vallby Sinfonietta vilka han grundade och drev tillsammans med sin hustru Kristina Hanson. Andreas Hanson är konstnärlig rådgivare för barn- och ungdomsverksamheten hos Svenska Kammarorkestern. Andreas Hanson invaldes som akademiledamot i Kungliga Örlogsmannasällskapet 2008.
Sedan september 2018 är Hanson musikdirektör vid Arméns musikkår.